# 上海市嘉定区南翔医院
上海市嘉定区南翔医院是位於中華人民共和國上海市嘉定區南翔鎮的一家醫院。占地面积0.78公顷，建筑面积1.12万平方米。

## 歷史
1950年1月，南翔卫生所创建。1959年春，上海第一医学院在外冈設立的乡村医院撤销，部分人员、设备併入南翔卫生所，卫生所同時開设住院部，并改名南翔人民医院。1960年10月，醫院搬遷至民主街，改名南翔卫生院。1965年，上海第二医学院、广慈医院、仁济医院的一些醫務人員轉移至南翔卫生院。1976年4月，醫院改名南翔医院。1986年新建1幢3967平方米的病房大楼。